# Rasmus Munk
Rasmus Munk (født 18. april 1991 i Randers) er køkkenchef og medejer i restauranten Alchemist i København, der siden 2020 har to stjerner i Michelinguiden.

## Historie
Rasmus Munk er uddannet kok, og har bland andet arbejdet som assisterende køkkenchef på restaurant North Road i London, og som køkkenchef på restaurant Treetop (Munkebjerg Hotel) i Vejle før han startede den første Alchemist på Østerbro i København 2015. Alchemist på Refshaleøen åbnede d. 4. juli 2019.